# مرداد (فیلم)
مرداد فیلمی به کارگردانی بهمن کامیار و تهیه‌کنندگی محمود فلاح تولید ۱۳۹۵ است. در این فیلم محمدرضا فروتن، مهتاب کرامتی، رعنا آزادی‌ور، اندیشه فولادوند، لیلی فرهادپور و بهنوش بختیاری بازی داشته‌اند.

## داستان فیلم
فیلم مرداد با بازی محمد رضا فروتن و مهتاب کرامتی داستان زوج جوان پرستاری است که بعد از سالها زندگی می خواهند صاحب فرزند شوند اما به دلیل سابقه سقط جنین فعلا امکان آن فراهم نیست، این زوج با مشقت بسیار در حال فراهم کردن هزینه درمان ناباروری و سفر به لندن هستند ولی ...